# Robert Evdokimov
Robert Gennad'evič Evdokimov (in russo Роберт Геннадьевич Евдокимов?; Nižnekamsk, 27 febbraio 1970) è un allenatore di calcio ed ex calciatore russo, di ruolo centrocampista, tecnico del Kuban'.

## Carriera

### Calciatore
Ha giocato nella massima serie russa con la maglia del KAMAZ e dello Spartak Mosca.

### Allenatore
Ha guidato l'Orenburg dal 2011 (quando ancora si chiamava Gazovik Orenburg) al 2017, portandolo dalla terza serie alla massima serie russa.

## Palmarès

### Giocatore

#### Competizioni nazionali
- Vtoraja Nizšaja Liga: 1

KAMAZ: 1990
- Pervenstvo Futbol'noj Nacional'noj Ligi: 2

KAMAZ: 1992
Saturn: 1998

### Allenatore

#### Competizioni nazionali
- Pervenstvo Professional'noj Futbol'noj Ligi: 1

Gazovik Orenburg: 2012-2013
- Pervenstvo Futbol'noj Nacional'noj Ligi: 1

Gazovik Orenburg: 2015-2016